# 大軍閥
《大軍閥》，原名《大軍閥1925》，是由李翰祥執導的香港電影，於1972年8月17日首映。以諷刺手法，描述了北洋政府軍閥魚肉百姓的故事。

## 劇情
土匪龐大虎（許冠文飾）因幫助俄國抗擊日本而被扶持为督军山东的大軍閥。由於他好大喜功又目不識丁，常常鬧出不少笑話。
一次，北方大旱，求雨不成的他大罵龍王，命令砲兵對龍王開砲，結果竟然誤打誤撞下起雨來，他更為此沾沾自喜。
一日，他受名審理一宗強姦案；案件中，原來高家酒坊的寡婦高白氏（胡錦飾）不甘寂寞，與員工季伯常（劉丹飾）通姦，誰知被小叔子高正白（林偉圖飾）撞破姦情，故此高白氏乘機誣衊他強姦。龐大虎竟命兩名士兵在公堂上試圖強姦高白氏，看看能否成功，從而測試真偽；因為士兵無法得手，於是判斷高白氏誣陷小叔子，並把高白氏和季伯常拉出槍斃。
後來，國民黨在民國18年北伐統一全國，而日軍為破壞中國統一，支持已下野的龐大虎東山再起，不料當年曾被他無端殺死的戲班老闆之女小蘭芳（何莉莉飾）出現，為家仇國恨槍殺了這個賣國賊。

## 背景
《大軍閥》是取材自民國諸多軼聞趣史改編而成，龐大虎的形象和事蹟有取自下人物的痕跡：
- 張宗昌：大炮轟天求雨、奉繼父至孝、愛打牌九、三不知（不知道自己有多少士兵、有多少錢、有多少女人）。
- 韓復榘：不懂法律卻喜歡審案、結果烏龍百出。
- 孫殿英：盜掘慈禧太后的陵墓。
- 孫傳芳：被張宗昌部下施從濱之女施劍翹刺殺，中槍身亡。

## 幕後花絮
本片是李翰祥導演1970年代重返邵氏影城的第一部作品，大軍閥的角色，原本意屬金馬影帝崔福生擔綱，但由於簽證問題，最後改由無綫電視節目《雙星報喜》主持人之一的許冠文演出。此是許冠文首次電影演出，并需要剃光頭，為許冠文「削髮」剪綵儀式包括影后李菁、姜大衛等。1972年8月初，位於紅磡的海底隧道通車日，在邵氏公司和李翰祥導演安排下，許冠文以大軍閥的戲劇造型參與，化身濟南軍閥，并坐上老爺車，成為首批使用隧道過海的香港人之一。
《大軍閥》劇中有不少大膽裸露鏡頭，公演後票房和口碑理想，成為1972年香港票房第三位的電影。本片亦開展了許冠文和邵氏公司的合作（至1974年）。龐大虎一角似是参考自歷史人物張宗昌和孫殿英等。

## 演員表
| 演員   | 角色           | 註釋                                         |
| ------ | -------------- | -------------------------------------------- |
| 許冠文 | 龐大虎         | 土匪出身的軍閥，目不識丁 粵語配音：金貴      |
| 狄娜   | 四姨太         | 與溫桑有染                                   |
| 凌玲   | 十八姨太       |                                              |
| 姜南   | 參謀長         |                                              |
| 朱牧   | 謝團長         |                                              |
| 王俠   | 周團長         |                                              |
| 王月汀 | 連長趙國舒     |                                              |
| 賀雲泰 | 王勝彪         |                                              |
| 胡錦   | 高白氏         | 高正白之嫂                                   |
| 林偉圖 | 高正白         | 高白氏之小叔                                 |
| 劉丹   | 季伯常         | 高家酒坊的長工，與高白氏有染                 |
| 郝履仁 | 佟老成         | 高家酒坊掌櫃                                 |
| 王清河 | 族 長          |                                              |
| 井淼   | 龐三慶         |                                              |
| 蘆葦   | 王老三         |                                              |
| 關仁   | 韓有福         |                                              |
| 董瑋   | 倒霉蛋（狗仔） | 為龐大虎父親的義子，為義父送信，因誤會被槍斃 |
| 袁小田 | 群 眾          |                                              |
| 顧文宗 | 山田大使       |                                              |
| 宗華   | 溫 桑          | 與四姨太有染                                 |
| 李鵬飛 | 張大帥         |                                              |
| 李文泰 | 王皮匠         | 王田氏之夫                                   |
| 李香琴 | 王田氏         | 王皮匠之妻，欲離婚改嫁東方吉，被龐槍斃       |
| 吳桐   | 東方吉         | 東方鞋店的少東，欲娶王田氏，被龐槍斃         |
| 何莉莉 | 小蘭芳         | 戲班主角                                     |
| 沈勞   | 小蘭芳父       | 戲班老闆，被龐大虎所殺                       |

## 外部連結
- 香港影庫上《大军阀》的資料（繁體中文）（页面存档备份，存于）
- 互联网电影数据库（IMDb）上《大軍閥》的资料（英文）